# Ourfaré
Ourfaré est une localité située dans le département de Bouroum de la province du Namentenga dans la région Centre-Nord au Burkina Faso. 

## Géographie
Isolé à l'extrême nord du département, Ourfaré se trouve à 21 km au nord-ouest du village de Bellogo, à environ 55 km au nord de Bouroum, le chef-lieu du département, et à plus de 90 km au nord-ouest de Tougouri. Cependant, le village se trouve à seulement 12 km au sud-est de la ville de Gorgadji, située dans la région voisine du Sahel, et de la route nationale 23.

## Histoire
Depuis 2019, le nord du département est victime d'attaques terroristes djihadistes, dont le secteur de Silmagué-Daogo-Ourfaré. Ces séries d'attaques ont entrainé la fuite d'un grand nombre des villageois de ces localités vers le sud pour trouver réfuge dans les camps de déplacés internes de Bouroum et Kaya,.

## Économie
L'économie de Ourfaré repose sur l'agro-pastoralisme.

## Éducation et santé
Le centre de soins le plus proche de Ourfaré est le centre de santé et de promotion sociale (CSPS) de Bellogo (ou celui plus proche de Gorgadji dans la région voisine) tandis que le centre médical (CM) de la province se trouve à Tougouri.
Ourfaré possède une école primaire publique.